# گرینبوش (حوزه سرشماری)، ویسکانسین
گرینبوش (به انگلیسی: Greenbush) یک منطقهٔ مسکونی در ایالات متحده آمریکا است که در شهرستان شیبویگان، ویسکانسین واقع شده‌است. گرینبوش ۱۶۲ نفر جمعیت دارد و ۲۹۵٫۹۶ متر بالاتر از سطح دریا واقع شده‌است.